# Mały przedsiębiorca
Mały przedsiębiorca – określenie osoby fizycznej prowadzącej działalność gospodarczą lub innego przedsiębiorcy działających na niedużą skalę.

## Polska
Zgodnie z art. 7 ust. 1 pkt 2 ustawy z dnia 6 marca 2018 r. – Prawo przedsiębiorców mały przedsiębiorca to przedsiębiorca, który:
- zatrudniał średniorocznie mniej niż 50 pracowników oraz
- osiągnął roczny obrót netto ze sprzedaży towarów, wyrobów i usług oraz operacji finansowych nieprzekraczający równowartości w złotych 10 mln euro lub sumy aktywów jego bilansu sporządzonego na koniec jednego z tych 2 lat nie przekraczający równowartości w złotych 10 mln euro.

Mała jednostka – w myśl ustawy o rachunkowości to:
1. spółki handlowe, inne osoby prawne oraz oddziały przedsiębiorców zagranicznych w rozumieniu przepisów o swobodzie działalności gospodarczej, jeśli w roku obrotowym, za który sporządzają sprawozdanie finansowe, oraz w roku poprzedzającym ten rok obrotowy nie przekroczyły co najmniej dwóch z następujących wielkości:
  - suma przychodów ze sprzedaży towarów i produktów za rok obrotowy – 51 mln zł,
  - suma aktywów bilansu na koniec roku obrotowego – 25,5 mln zł,
  - wielość średniorocznego zatrudnienia w przeliczeniu na pełne etaty – 50 osób.
2. osoby fizyczne, spółki cywilne osób fizycznych, spółki jawne osób fizycznych oraz spółki partnerskie, jeżeli przychody netto tych jednostek ze sprzedaży towarów, produktów i operacji finansowych wyniosły w przeliczeniu na walutę polską mniej niż 1 200 000 euro za poprzedni rok obrotowy.

– w stosunku do których organ zatwierdzający podjął decyzję w sprawie sporządzania sprawozdania finansowego.